# Sticherus aurantiacus
Sticherus aurantiacus är en ormbunkeart som beskrevs av Østerg., Bao-kun Zhang och Øllg. Sticherus aurantiacus ingår i släktet Sticherus och familjen Gleicheniaceae. Inga underarter finns listade.